# تشيما (لاعب كرة قدم)
تشيما (بالإسبانية: Chema Jiménez)‏ (9 مايو 1976 في إسبانيا - ) هو لاعب كرة قدم إسباني في مركز الوسط. لعب مع أتلتيكو مدريد ب وريال بلد الوليد وكولتورال ديبورتيفا ليونيسا ونادي تطيلانو ونادي غيخيليو.

## وصلات خارجية
- تشيما (لاعب كرة قدم) على موقع قاعدة بيانات كرة القدم.إي يو (الإنجليزية)
- تشيما (لاعب كرة قدم) على موقع Soccerway.com (الإنجليزية)
- تشيما (لاعب كرة قدم) على موقع AS.com (الإسبانية)